# Olga (film, 2021)
Pour les articles homonymes, voir Olga.
Pour plus de détails, voir Fiche technique et Distribution.
Olga est un film franco-suisse réalisé par Elie Grappe et sorti en 2021.
Il est présenté dans la sélection de la semaine de la critique du festival de Cannes 2021 où il concourt pour la Caméra d'or. Il est choisi pour représenter la Suisse aux Oscars. Il obtient le prix du meilleur film de fiction, du meilleur scénario et du meilleur son au Prix du cinéma suisse 2022.

## Synopsis
En 2013, Olga, une gymnaste ukrainienne de 15 ans talentueuse et passionnée, s'exile en Suisse, pays d'origine de son père, après que sa mère a été menacée pour ses activités de journaliste politique. L'adolescente tente de faire sa place au Centre national du sport. Mais la révolte d'Euromaïdan éclate à Kiev, impliquant ses proches. Alors que la jeune fille doit s’adapter à son nouveau pays et préparer le championnat européen, la révolution ukrainienne pénètre dans sa vie et va tout bousculer.

## Fiche technique
- Titre original : Olga
- Réalisation : Elie Grappe
- Scénario : Elie Grappe et Raphaëlle Desplechin
- Musique : Pierre Desprats
- Décors : Ivan Niclass et Pascal Baillods
- Costumes : Isa Boucharlat
- Photographie : Lucie Baudinaud
- Son : Jürg Lempen, François Musy, Raphaël Sohier et Simon Apostolou
- Montage : Suzana Pedro
- Production : Jean-Marc Fröhle et Tom Dercourt
- Sociétés de production : Point Prod (Suisse), Cinéma Defacto (France)
- Sociétés de distribution : ARP Sélection (France), Cineworx (Suisse)
- Pays de production :  Suisse,  France
- Langue originale : français, russe, ukrainien, allemand
- Format : couleur — 1,85:1
- Genre : drame, récit initiatique
- Durée : 95 minutes
- Dates de sortie :
  - France : 9 juillet 2021 (Festival de Cannes, Semaine de la critique) ; 17 novembre 2021 (sortie nationale)
  - Suisse romande : 17 novembre 2021

## Distribution
Sauf indication contraire, les informations mentionnées dans cette section peuvent être confirmées par les bases de données cinématographiques IMDb et Allociné,  présentes dans la section « Liens externes ».
- Anastasia Budiashkina : Olga
- Sabrina Rubtsova : Sasha
- Caterina Barloggio : Steffi
- Thea Brogli : Zoé
- Jérôme Martin : Adrien
- Tanya Mikhina : Ilona
- Alicia Onomor : Juliette
- Lou Steffen : Andréa
- Tatiana Mikhina : la mère d'Olga

Le film utilise par ailleurs des images d'archives de véritables compétitions mais identifie certaines gymnastes sous un nom fictif. Mélanie de Jesus dos Santos est ainsi identifiée sous le nom de Julia Chraïti, une compétitrice française des championnats d'Europe.

## Production

### Tournage
Le film a été en grande partie tourné à la Haute école fédérale de sport de Macolin, dans le Jura suisse.

## Distinctions
Liste des récompenses, nominations et sélections :
- Journées de Soleure 2017 : Prix Upcoming Lab d'aide au développement
- Festival Premiers Plans d'Angers 2020 : Prix Fondation Visio scénario de long métrage
- Festival de Cannes 2021 : sélection Semaine de la critique, Prix SACD
- Festival international du film de Bruxelles 2021 : Prix du public (compétition internationale), Prix TV - BeTV
- Filmfest Hamburg 2021 : Sichtwechsel Filmpreis
- Festival Alice nella Città de Rome 2021 : mention spéciale
- Rencontres du cinéma francophone en Beaujolais 2021 : Prix du jury[6]
- Festival War on Screen 2021 : Mention spéciale du Jury International
- Oscars 2022 : sélection officielle pour représenter la Suisse pour l'Oscar du meilleur film international (non retenu dans les nominations finales)
- Prix du cinéma suisse 2022 : meilleur film de fiction, meilleur scénario et meilleur son (Jürg Lempen)[7]